# 幸运兔脚

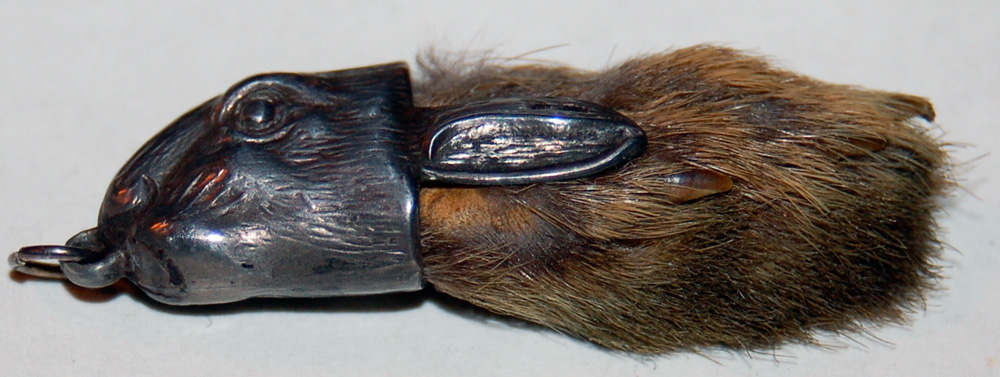
维多利亚镀银幸运兔脚护身符

幸运兔脚是一种幸運物，在许多文化都认为兔脚是能带来好运的护身符。
在欧洲、美洲、非洲和中国的许多地方人们都相信这个说法。据说早在公元前600年的欧洲，这种迷信就存在于不列颠的凯尔特人中了。在不同版本的迷信中，能提供幸运兔脚的兔子必须拥有一些特质，或者在特定的地方或者以特定的方式，或者被有特质的人杀死（比如一个斜眼的人）。

## 北美文化中的兔脚护符
北美民间兔脚的迷信据称是源自于非洲名叫巫毒（Voodoo）的巫术。有关这种护符有许多讲究：
- 不是任意一条兔脚都能用来做护符，只有左后腿才有效。
- 不是任意一只兔子左后腿都能用，必须是在墓地附近射杀或抓到的兔子才行。
- 除了满足上面两条，有些资料认为月亮的状态也很重要。有一些人认为在满月，也有另一些人认为在新月时抓的兔子才有用。一些资料认为兔子必须在周五或者雨天的周五或黑色星期五（周五+每月13日）捕获。还有资料认为兔子必须被银弹射中，或者兔腿需要被活生生的砍下才有效。[1]

## 人类尸骨的替代品
资料上有多种不同的仪式，虽然每一个都大不相同，但与吉祥或者好运相悖却共通的一点是，它与很多灵异事物相关。那就是兔子是很多女巫（比如Isobel Gowdie）声称可以变形成的动物的一种。女巫们据说喜欢在满月或新月时出行。而银弹，则是著名的剋制邪异生物（比如狼人）的剋星。
 
把多种多样的情形联系在一起，不难发现一条清晰的线索：幸运兔脚实际上是来自于一个变形的女巫。这种兔脚实际上是一位女巫尸骨的替代物的假设来自于巫毒的民间传说。Willie Dixon的歌曲“Hoochie Coochie Man”提到了一个“黑猫骨”与他的咒符以及他的征服者（conqueror）一起：这些都是巫毒魔法中的宝物。鉴于传统的黑猫与巫术的传说，黑猫骨也可能是女巫人身的替代物。巫毒传说同样使用坟地的灰尘、墓穴的土壤来进行一系列的魔法用途。善人墓穴的灰尘可以避邪，恶徒坟墓的尘土则用来施展更邪恶的魔法。使用墓地的尘土也是一个标志。
罗斯福总统在他的自传中写到，John L. Sullivan曾赠与他一个Bob Fitzsimmons用马蹄铁制作的镀金兔腿笔架。除了在蓝调曲的歌词中提及外，兔脚也在美国民谣"今晚在老城会有好时光"（There'll Be a Hot Time in the Old Town Tonight）中被提到，有一条歌词如是说：你得到了一条兔腿从而保护你远离巫毒。
幽默作家R. E. Shay曾经说过：“你可以依靠兔腿的庇佑，不过它对兔子自身可无效。”